# US Open 1990 (Badminton)
Die US Open 1990 im Badminton fanden Mitte November 1990 in der University of California in Irvine statt.

## Sieger und Platzierte
| Disziplin    | Gold                         | Silber                            | Bronze                         |
| ------------ | ---------------------------- | --------------------------------- | ------------------------------ |
| Herreneinzel | Fung Permadi                 | Bambang Suprianto                 | Tariq Wadood                   |
| Herreneinzel | Fung Permadi                 | Bambang Suprianto                 | Chris Jogis                    |
| Dameneinzel  | Denyse Julien                | Elena Rybkina                     | Joanne Muggeridge              |
| Dameneinzel  | Denyse Julien                | Elena Rybkina                     | Doris Piché                    |
| Herrendoppel | Ger Shin-ming Yang Shih-jeng | Mike Bitten Bryan Blanshard       | Thomas Indracahya Rexy Mainaky |
| Herrendoppel | Ger Shin-ming Yang Shih-jeng | Mike Bitten Bryan Blanshard       | Chris Jogis Benny Lee          |
| Damendoppel  | Denyse Julien Doris Piché    | Elena Rybkina Vlada Chernyavskaya | Linda French Erika Von Heiland |
| Damendoppel  | Denyse Julien Doris Piché    | Elena Rybkina Vlada Chernyavskaya | Diana Koleva Joanne Muggeridge |
| Mixed        | Tariq Wadood Traci Britton   | John Britton Elena Rybkina        | Terry Lira Yao Ximing          |
| Mixed        | Tariq Wadood Traci Britton   | John Britton Elena Rybkina        | Heinz Fischer Diana Koleva     |

## Finalergebnisse
| Disziplin    | Sieger                       | Finalist                          | Ergebnis          |
| ------------ | ---------------------------- | --------------------------------- | ----------------- |
| Herreneinzel | Fung Permadi                 | Bambang Suprianto                 | 15-10, 15-8       |
| Dameneinzel  | Denyse Julien                | Elena Rybkina                     | 7-11, 11-2, 11-8  |
| Herrendoppel | Ger Shin-ming Yang Shih-jeng | Mike Bitten Bryan Blanshard       | 15-11, 17-15      |
| Damendoppel  | Denyse Julien Doris Piché    | Elena Rybkina Vlada Chernyavskaya | 18-13, 18-15      |
| Mixed        | Tariq Wadood Traci Britton   | John Britton Elena Rybkina        | 12-15, 15-9, 15-9 |